# Polypedilum macrotrichum
Polypedilum macrotrichum är en tvåvingeart som först beskrevs av Jean-Jacques Kieffer 1921.  Polypedilum macrotrichum ingår i släktet Polypedilum och familjen fjädermyggor.
Artens utbredningsområde är Taiwan. Inga underarter finns listade i Catalogue of Life.